# ميخائيل شوتس (لاعب كرة قدم)
ميخائيل شوتس (بالألمانية: Michael Schütz)‏ هو لاعب كرة قدم ألماني في مركز الوسط، ولد في 12 ديسمبر 1966 في دوسلدورف في ألمانيا. لعب مع فورتونا دوسلدورف وهانوفر 96.